# Saint Kitts e Nevis
Saint Kitts e Nevis o Saint Christopher e Nevis (San Cristoforo e Nevis), ufficialmente Federazione di Saint Kitts e Nevis, è uno Stato insulare dell'America centrale corrispondente a un piccolo arcipelago formato da due isole delle Piccole Antille, Saint Kitts (o Saint Christopher) e Nevis.
La capitale è Basseterre. Si parla la lingua inglese e sono presenti chiese sia anglicane sia cattoliche.
Nel 1623, britannici e francesi sbarcarono sull'isola, che per circa 40 anni fece parte dell'Impero coloniale britannico e dei possedimenti della Compagnie des Indes Occidentales francese. Negli anni 1660, la corona britannica riuscì a espellere la piccola comunità francofona e gli agenti della Compagnie.
Dopo aver assunto nel 1967 la condizione di Stato associato, nel 1983 è diventato uno Stato indipendente membro del Commonwealth delle nazioni.

## Geografia fisica

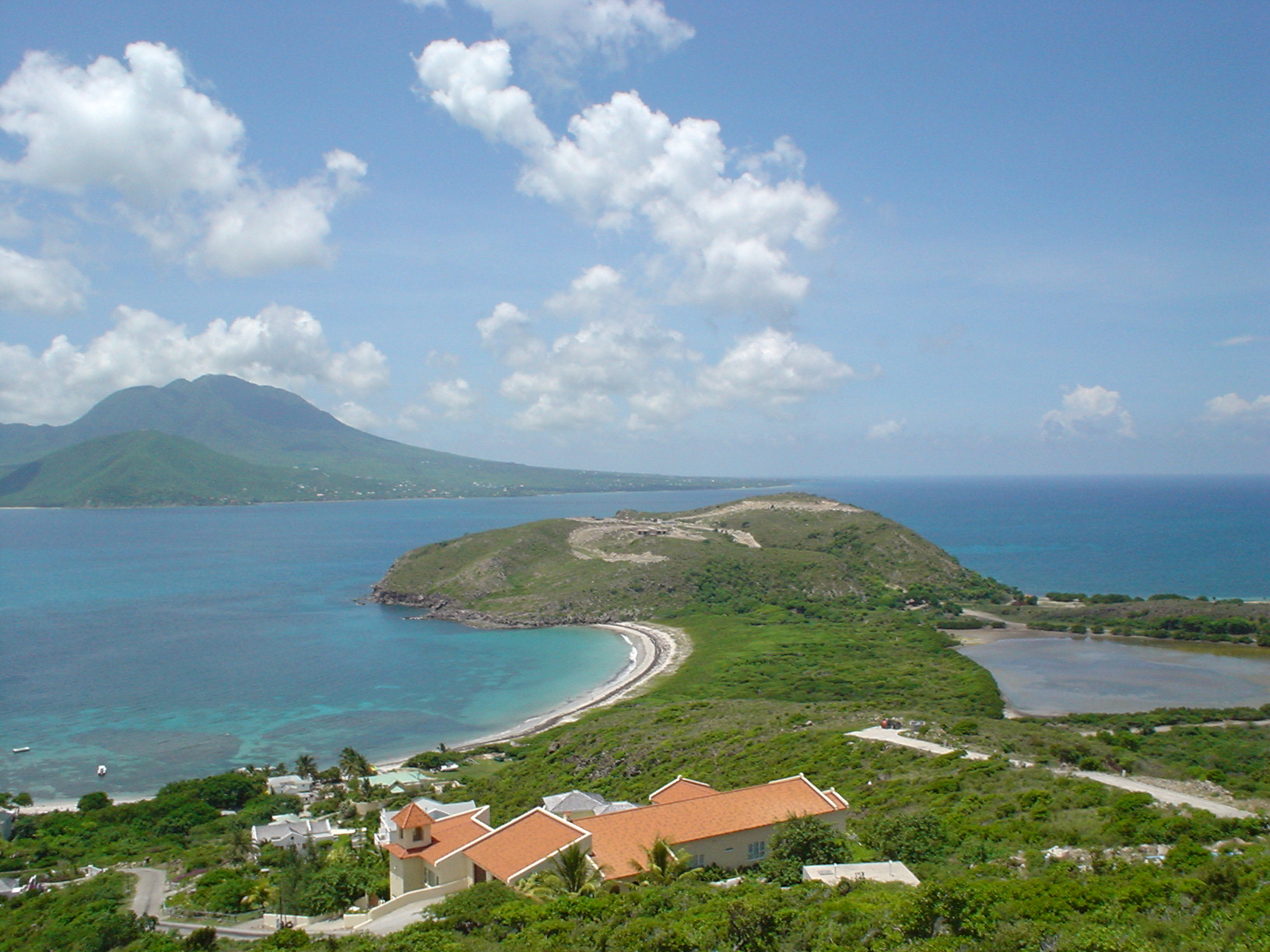
Veduta di Nevis. Lago salato a destra

Le due maggiori isole del Paese, Saint Kitts e Nevis, appartengono all'arcipelago delle Piccole Antille, in particolare al gruppo delle Isole Sopravento Settentrionali. Il punto più alto a 1 156 metri è sul Monte Liamuiga.
Le isole sono di origine vulcanica, con i larghi picchi centrali coperti dalla giungla; i pendii ripidi che conducono a questi picchi sono disabitati. La vasta maggioranza della popolazione in entrambe le isole vive vicino al mare dove il terreno è piatto. Ci sono numerosi fiumi che scendono dalle montagne in entrambe le isole, che forniscono acqua dolce alla popolazione locale. Saint Kitts ha anche un piccolo lago.

## Storia
Abitata dal popolo dei Caribe, l'isola di Saint Kitts fu raggiunta nel 1493 da Cristoforo Colombo, che le diede il nome di San Cristoforo, e nel 1624 l'esploratore britannico Thomas Warner fondò la prima colonia di successo delle Indie occidentali a Old Road, località della costa occidentale dell'isola. Nel 1627 Pierre Belain d'Esnambuc fondò il primo insediamento francese e quindi per tutto il XVII secolo l'isola rimase divisa tra coloni francesi e inglesi, ma fu consegnata al Regno Unito di Gran Bretagna dal trattato di Utrecht dell'aprile del 1713 e successivamente dal trattato di Versailles del 1783, dopo la conquista da parte dei francesi della fortezza di Brimstone Hill dell'anno precedente. L'isola di Nevis fu individuata da Cristoforo Colombo lo stesso anno dell'arrivo a Saint Kitts e il suo nome deriva dal termine spagnolo las nieves, con cui lo stesso esploratore italiano descrisse le nuvole in cima al vulcano dell'isola. Dal 1628 alla metà del XIX secolo prosperò economicamente come colonia britannica, nonostante i continui attacchi francesi e spagnoli dei secoli XVII e XVIII.
Unite con l'isola di Anguilla nel 1882, ottennero nel 1967 la possibilità di autogovernarsi dal Regno Unito, che però mantenne il compito della difesa e delle relazioni internazionali. Nel maggio del 1967 gli abitanti dell'isola di Anguilla, scontenti di dipendere dall'amministrazione di Saint Kitts, dichiararono unilateralmente l'indipendenza e crearono un loro consiglio indipendente.

### Indipendenza
Essendo falliti tutti i tentativi di negoziazione, Anguilla fu posta sotto il diretto controllo britannico nel 1967 e separata formalmente dalle altre due isole nel 1980, mentre Saint Kitts e Nevis ottennero l'indipendenza dal Regno Unito il 19 settembre 1983. Dopo i danni causati, intorno alla metà degli anni 1980, dal crollo mondiale del prezzo dello zucchero, il governo guidato da Kennedy Simmonds, leader del partito People's Action Movement che amministrò il Paese fino al 1995, si sforzò di diversificare l'economia. Andato al potere nel 1995, il presidente Denzil Douglas del Labour Party affrontò un movimento indipendentista nell'isola di Nevis, per il quale fu indetto un referendum nel 1998, ma non venne raggiunta la maggioranza necessaria. Nel 2005 il governo chiuse l'industria statale dello zucchero a causa della sua improduttività e ora il Paese ha come principali fonti di reddito il turismo, le società offshore e alcune aziende di servizi.

## Istruzione

### Università
A Saint Kitts e Nevis sono presenti università .
- Ross University of Veterinary Medicine
- Ross University of Nursing
- Windsor University School of Medicine

## Società
Secondo le Nazioni Unite è il terzo Paese al mondo per detenuti/abitanti con lo 0,6% della popolazione.

### Demografia
Nel luglio del 2000 la popolazione contava 42 696 abitanti; la loro aspettativa media di vita era di 72,4 anni. L'emigrazione storicamente fu molto alta e il numero della popolazione è di circa il 25% più basso rispetto al suo picco, registrato con circa 51 100 abitanti nel 1960: Saint Kitts e Nevis è dunque lo Stato del mondo a più bassa crescita demografica.
L'emigrazione da Saint Kitts e Nevis negli Stati Uniti d'America:
- 1986-1990: 3 513
- 1991-1995: 2 730
- 1996-2000: 2 101
- 2001-2005: 1 756

### Lingue
La lingua ufficiale del Paese è l'inglese.

## Politica

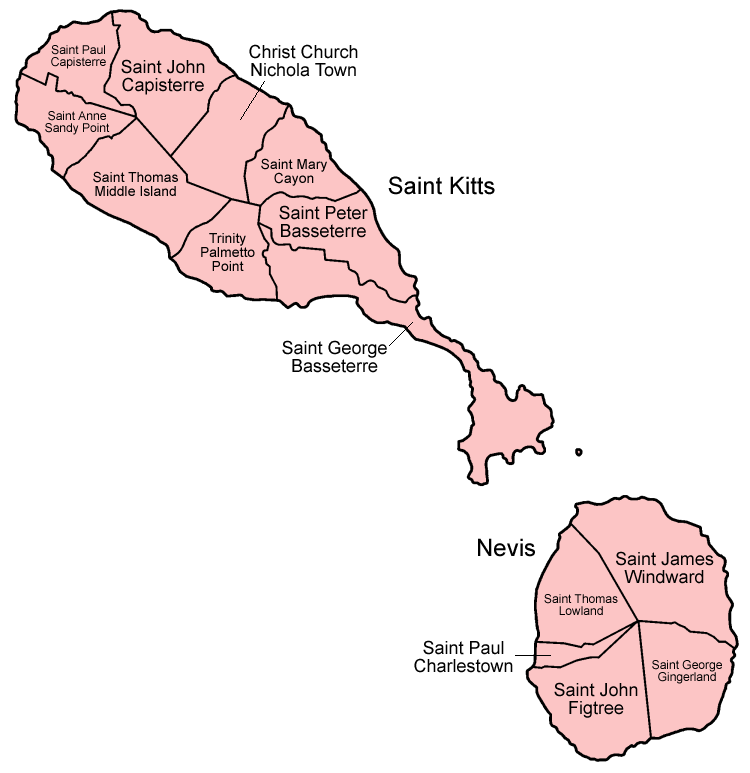
Le parrocchie di Saint Kitts e Nevis

Il Paese è un membro del Commonwealth delle nazioni. Il monarca del Regno Unito di Gran Bretagna e Irlanda del Nord, attualmente Carlo III, è il capo di Stato. Il sovrano usa il titolo di "Sua Maestà Carlo III, per la Grazia di Dio, Re di San Christopher e Nevis e degli altri Suoi Reami e Territori, Capo del Commonwealth".
In sua assenza è rappresentato da un Governatore generale, che agisce su consiglio del Primo Ministro del Gabinetto. Il Primo Ministro è il capo del partito di maggioranza in Parlamento.
Saint Kitts e Nevis ha un parlamento monocamerale, noto anche come Assemblea Nazionale. Esso è composto da quattordici membri: undici rappresentanti eletti (tre dell'isola di Nevis) e tre senatori, che sono nominati dal governatore generale. Due dei senatori sono nominati su consiglio del primo ministro, e uno su consiglio del capo dell'opposizione. A differenza di altri Paesi, i senatori non costituiscono un Senato distinto o una Camera alta del Parlamento, ma siedono nell'Assemblea Nazionale, insieme ai rappresentanti dell'Assemblea. Tutti i membri del Parlamento e del Governo restano in carica per 5 anni. Il primo ministro e il Gabinetto sono responsabili verso il Parlamento delle loro azioni. La Costituzione di Saint Kitts e Nevis risale al 23 giugno 1983.
Saint Kitts e Nevis è un membro della Comunità Caraibica (CARICOM) e dell'Organizzazione degli Stati dei Caraibi Orientali (OECS), oltre che dell'ONU.

### Divisione amministrativa di Saint Kitts e Nevis
La federazione di Saint Kitts e Nevis è divisa in 14 parrocchie (tra parentesi i capoluoghi):
- 9 a Saint Kitts:
  - Christ Church Nichola Town (Nichola Town)
  - Saint Anne Sandy Point (Sandy Point Town)
  - Saint George Basseterre (Basseterre)
  - Saint John Capisterre (Dieppe Bay Town)
  - Saint Mary Cayon (Cayon)
  - Saint Paul Capisterre (Saint Paul Capisterre)
  - Saint Peter Basseterre (Monkey Hill)
  - Saint Thomas Middle Island (Middle Island)
  - Trinity Palmetto Point (Palmetto Point)
- 5 a Nevis:
  - Saint George Gingerland (Market Shop)
  - Saint James Windward (Newcastle)
  - Saint John Figtree (Figtree)
  - Saint Paul Charlestown (Charlestown)
  - Saint Thomas Lowland (Cotton Ground)

## Economia
Sin dagli anni 1970 l'economia si basa soprattutto sul turismo, che ha progressivamente rimpiazzato la coltivazione dello zucchero, ma la diminuzione del numero degli arrivi turistici e di investimenti provenienti dall'estero ha portato il paese a sperimentare una contrazione economica tra il 2009 e il 2013, dalla quale la ripresa è iniziata soltanto nel 2014. Gli sforzi del governo sono diretti a controllare l'alto debito pubblico, che è stato creato dalle perdite dell'industria statale dello zucchero ed è diminuito tra il 2011 e il 2013, e a sviluppare nuovi settori economici, come l'industria manifatturiera orientata all'esportazione e le banche offshore. Secondo i dati della CIA, nel 2010 il paese era il terzo più indebitato al mondo, con un debito pubblico pari al 185%, posizionandosi subito dopo Zimbabwe e Giappone.
Un punto di forza della giurisdizione offshore di Saint Kitts e Nevis è il Registro Nautico Internazionale. Nel 2010 il numero di panfili, tra quelli registrati, ha raggiunto e superato la soglia dei 1 000. In concreto, il rapporto è di 1 panfilo ogni 50 abitanti (residenti).

## Cultura

### Patrimoni dell'umanità
Il Parco nazionale della fortezza di Brimstone Hill è stato iscritto, nel 1999, nella Lista dei patrimoni dell'umanità dell'UNESCO, ed è anche l'unico patrimonio confermato della nazione.

### Musica

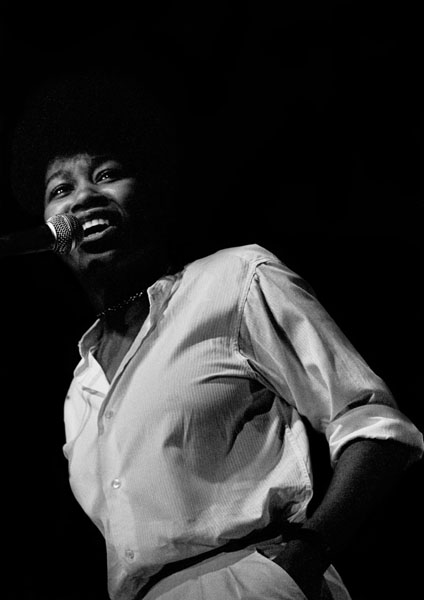
Joan Armatrading,in concerto al National Stadium di Dublino, inizio anni'80

In ambito musicale ricordiamo Joan Armatrading, britannica ma nata a Saint Kitts e Nevis; ha ricevuto tre candidature per il Grammy Award e due per il BRIT Award.

### Missioni spaziali
- 1º aprile 2025: Chun Wang è il primo  nevisiano ad andare nello spazio

## Sport
Uno degli atleti nevisiani più celebri è Kim Collins, campione del mondo dei 100 metri piani a Parigi Saint-Denis 2003, gara in cui vinse con il tempo di 10"07, con solo 2 centesimi di secondo di vantaggio tra lui e altri tre atleti. Oltre al titolo mondiale del 2003, in carriera Collins può vantare quattro medaglie di bronzo ai Mondiali, tra cui quella conquistata con la staffetta 4×100 metri (composta da Jason Rogers, lo stesso Collins, Antoine Adams e Brijesh Lawrence) a Taegu 2011 con il tempo di 38"96, e svariate medaglie in altre competizioni internazionali (suddivise tra 100, 200 e 4×100 metri).

### Calcio
La squadra di calcio di Saint Kitts e Nevis, conosciuta anche come "Sugar Boyz", negli ultimi anni ha avuto qualche successo in partite internazionali, accedendo al secondo turno delle qualificazioni CONCACAF per la coppa del mondo 2006, sconfiggendo Isole Vergini Americane e Barbados prima di essere eliminata da Messico, Saint Vincent e Grenadine e Trinidad e Tobago.
Un calciatore nevisiano di rilievo è Keith Gumbs (meglio conosciuto come Kayamba), che per tre anni ha militato in squadre europee, senza però avere molto spazio. Nel 2001 passa al Palmeiras, dove segna tre gol. Per sette anni gioca a Hong Kong, per poi trasferirsi nel 2007 in Indonesia. Attualmente conta 131 presenze e 47 gol in nazionale.
Il calciatore del Manchester United Marcus Rashford ha origini nevisiane, così come il giocatore del Chelsea Cole Palmer e l'ex giocatore Micah Lincoln Richards.
Il 20 marzo 2024 in una amichevole giocatasi a San Marino, la nazionale di Saint Kitts e Nevis batte la nazionale sammarinese per 3 a 1.

## Ricorrenza nazionale
19 settembre: Independence Day: si celebra l'indipendenza dal Regno Unito, ottenuta nel 1983.